# 엠파이어 감독상
엠파이어 감독상(영어: Empire Award for Best Director)은 영국의 잡지 《엠파이어》에서 매년 주최하는 엠파이어상의 부문 중 하나로, 그 해 공개된 영화들 중 가장 뛰어난 작품의 감독에게 수여되는 상이다. 수상자는 《엠파이어》지 구독자들의 투표로 정해진다. 1996년 제1회 엠파이어 시상식 때부터 수여되었으며 첫 수상자는 《쉘로우 그레이브》의 대니 보일이었다.
2014년 제19회 엠파이어 시상식까지 총 16명의 영화 감독에게 수여되었으며, 크리스토퍼 놀런, 데이비드 예이츠, 스티븐 스필버그가 각각 두 번씩 수상했다. 캐스린 비글로는 이중 유일한 여성 수상자이다.

## 수상자
수상자와 수상 작품을 굵은 글씨로 적고 그 밑에 다른 후보를 적는다.

### 1990년대
| 연도       | 감독            | 영화                   | 출처  |
| ---------- | --------------- | ---------------------- | ----- |
| 1996 (1회) | 대니 보일       | 《쉘로우 그레이브》    | [ 1 ] |
| 1997 (2회) | 테리 길리엄     | 《12 몽키즈》          | [ 2 ] |
| 1998 (3회) | 캐머런 크로     | 《제리 맥과이어》      | [ 3 ] |
| 1999 (4회) | 스티븐 스필버그 | 《라이언 일병 구하기》 | [ 4 ] |
| 1999 (4회) | 리안            | 《아이스 스톰》        | [ 4 ] |
| 1999 (4회) | 제임스 캐머런   | 《타이타닉》           | [ 4 ] |
| 1999 (4회) | 피터 위어       | 《트루먼 쇼》          | [ 4 ] |
| 1999 (4회) | 스티븐 소더버그 | 《표적》               | [ 4 ] |

### 2000s
| 연도        | 감독                  | 영화                                       | 출처   |
| ----------- | --------------------- | ------------------------------------------ | ------ |
| 2000 (5회)  | M. 나이트 샤말란      | 《식스 센스》                              | [ 5 ]  |
| 2000 (5회)  | 리안                  | 《라이드 위드 데블》                       | [ 5 ]  |
| 2000 (5회)  | 앤디와 라나 워쇼스키  | 《매트릭스》                               | [ 5 ]  |
| 2000 (5회)  | 데이비드 핀처         | 《파이트 클럽》                            | [ 5 ]  |
| 2000 (5회)  | 조지 루커스           | 《스타 워즈 에피소드 1: 보이지 않는 위험》 | [ 5 ]  |
| 2001 (6회)  | 브라이언 싱어         | 《엑스맨》                                 | [ 6 ]  |
| 2001 (6회)  | 리안                  | 《와호장룡》                               | [ 6 ]  |
| 2001 (6회)  | 크리스토퍼 놀런       | 《메멘토》                                 | [ 6 ]  |
| 2001 (6회)  | 마이클 맨             | 《인사이더》                               | [ 6 ]  |
| 2001 (6회)  | 폴 토머스 앤더슨      | 《매그놀리아》                             | [ 6 ]  |
| 2002 (7회)  | 배즈 루어먼           | 《물랑 루즈》                              | [ 7 ]  |
| 2002 (7회)  | 캐머런 크로           | 《올모스트 페이머스》                      | [ 7 ]  |
| 2002 (7회)  | 피터 잭슨             | 《반지의 제왕: 반지 원정대》               | [ 7 ]  |
| 2002 (7회)  | 스티븐 소더버그       | 《트래픽》                                 | [ 7 ]  |
| 2002 (7회)  | 스티븐 스필버그       | 《A.I.》                                   | [ 7 ]  |
| 2003 (8회)  | 스티븐 스필버그       | 《마이너리티 리포트》                      | [ 8 ]  |
| 2003 (8회)  | M. 나이트 샤말란      | 《싸인》                                   | [ 8 ]  |
| 2003 (8회)  | 피터 잭슨             | 《반지의 제왕: 두 개의 탑》                | [ 8 ]  |
| 2003 (8회)  | 샘 레이미             | 《스파이더맨》                             | [ 8 ]  |
| 2003 (8회)  | 스티븐 소더버그       | 《오션스 일레븐》                          | [ 8 ]  |
| 2004 (9회)  | 쿠엔틴 타란티노       | 《킬 빌: Vol. 1》                          | [ 9 ]  |
| 2004 (9회)  | 앤서니 밍겔라         | 《콜드 마운틴》                            | [ 9 ]  |
| 2004 (9회)  | 조엘과 이선 코언      | 《참을 수 없는 사랑》                      | [ 9 ]  |
| 2004 (9회)  | 피터 잭슨             | 《반지의 제왕: 왕의 귀환》                 | [ 9 ]  |
| 2004 (9회)  | 피터 위어             | 《마스터 앤드 커맨더: 위대한 정복자》      | [ 9 ]  |
| 2005 (10회) | 샘 레이미             | 《스파이더맨 2》                           | [ 10 ] |
| 2005 (10회) | M. 나이트 샤말란      | 《빌리지》                                 | [ 10 ] |
| 2005 (10회) | 마이클 맨             | 《콜래트럴》                               | [ 10 ] |
| 2005 (10회) | 미셸 공드리           | 《이터널 선샤인》                          | [ 10 ] |
| 2005 (10회) | 쿠엔틴 타란티노       | 《킬 빌: Vol. 2》                          | [ 10 ] |
| 2006 (11회) | 닉 파크와 스티브 박스 | 《월리스와 그로밋: 거대 토끼의 저주》      | [A]    |
| 2006 (11회) | 크리스토퍼 놀런       | 《배트맨 비긴즈》                          | [A]    |
| 2006 (11회) | 조 라이트             | 《오만과 편견》                            | [A]    |
| 2006 (11회) | 피터 잭슨             | 《킹콩》                                   | [A]    |
| 2006 (11회) | 론 하워드             | 《신데렐라 맨》                            | [A]    |
| 2006 (11회) | 스티븐 스필버그       | 《우주 전쟁》                              | [A]    |
| 2007 (12회) | 크리스토퍼 놀런       | 《프레스티지》                             | [ 12 ] |
| 2007 (12회) | 브라이언 싱어         | 《슈퍼맨 리턴즈》                          | [ 12 ] |
| 2007 (12회) | 조지 클루니           | 《굿 나잇 앤 굿 럭》                       | [ 12 ] |
| 2007 (12회) | 기예르모 델 토로      | 《판의 미로》                              | [ 12 ] |
| 2007 (12회) | 마틴 스코세이지       | 《디파티드》                               | [ 12 ] |
| 2008 (13회) | 데이비드 예이츠       | 《해리 포터와 불사조 기사단》              | [ 13 ] |
| 2008 (13회) | 데이비드 핀처         | 《조디악》                                 | [ 13 ] |
| 2008 (13회) | 에드거 라이트         | 《뜨거운 녀석들》                          | [ 13 ] |
| 2008 (13회) | 조 라이트             | 《어톤먼트》                               | [ 13 ] |
| 2008 (13회) | 폴 그린그래스         | 《본 얼티메이텀》                          | [ 13 ] |
| 2009 (14회) | 크리스토퍼 놀런       | 《다크 나이트》                            | [ 14 ] |
| 2009 (14회) | 앤드루 스탠턴         | 《월-E》                                   | [ 14 ] |
| 2009 (14회) | 조엘과 이선 코언      | 《노인을 위한 나라는 없다》                | [ 14 ] |
| 2009 (14회) | 폴 토머스 앤더슨      | 《데어 윌 비 블러드》                      | [ 14 ] |
| 2009 (14회) | 팀 버튼               | 《스위니 토드: 어느 잔혹한 이발사 이야기》 | [ 14 ] |

### 2010년대
| 연도        | 감독               | 영화                            | 출처          |
| ----------- | ------------------ | ------------------------------- | ------------- |
| 2010 (15회) | 제임스 캐머런      | 《아바타》                      | [ 15 ] [ 16 ] |
| 2010 (15회) | J. J. 에이브럼스   | 《스타 트렉: 더 비기닝》        | [ 15 ] [ 16 ] |
| 2010 (15회) | 캐스린 비글로      | 《허트 로커》                   | [ 15 ] [ 16 ] |
| 2010 (15회) | 닐 블롬캠프        | 《디스트릭트 9》                | [ 15 ] [ 16 ] |
| 2010 (15회) | 쿠엔틴 타란티노    | 《바스터즈: 거친 녀석들》       | [ 15 ] [ 16 ] |
| 2011 (16회) | 에드거 라이트      | 《스콧 필그림 vs. 더 월드》     | [ 17 ]        |
| 2011 (16회) | 크리스토퍼 놀런    | 《인셉션》                      | [ 17 ]        |
| 2011 (16회) | 데이비드 핀처      | 《소셜 네트워크》               | [ 17 ]        |
| 2011 (16회) | 매슈 본            | 《킥 애스: 영웅의 탄생》        | [ 17 ]        |
| 2011 (16회) | 톰 후퍼            | 《킹스 스피치》                 | [ 17 ]        |
| 2012 (17회) | 데이비드 예이츠    | 《해리 포터와 죽음의 성물 2부》 | [ 18 ] [ 19 ] |
| 2012 (17회) | 니콜라스 빈딩 레픈 | 《드라이브》                    | [ 18 ] [ 19 ] |
| 2012 (17회) | 루퍼트 와이엇      | 《혹성탈출: 진화의 시작》       | [ 18 ] [ 19 ] |
| 2012 (17회) | 스티븐 스필버그    | 《워 호스》                     | [ 18 ] [ 19 ] |
| 2012 (17회) | 토마스 알프레드손  | 《팅커 테일러 솔저 스파이》     | [ 18 ] [ 19 ] |
| 2013 (18회) | 샘 멘디스          | 《007 스카이폴》                | [ 20 ]        |
| 2013 (18회) | 크리스토퍼 놀런    | 《다크 나이트 라이즈》          | [ 20 ]        |
| 2013 (18회) | 조스 위던          | 《어벤져스》                    | [ 20 ]        |
| 2013 (18회) | 피터 잭슨          | 《호빗: 뜻밖의 여정》           | [ 20 ]        |
| 2013 (18회) | 쿠엔틴 타란티노    | 《장고: 분노의 추적자》         | [ 20 ]        |
| 2014 (19회) | 알폰소 쿠아론      | 《그래비티》                    | [ 21 ]        |
| 2014 (19회) | 에드거 라이트      | 《더 월즈 엔드》                | [ 21 ]        |
| 2014 (19회) | 폴 그린그래스      | 《캡틴 필립스》                 | [ 21 ]        |
| 2014 (19회) | 피터 잭슨          | 《호빗: 스마우그의 폐허》       | [ 21 ]        |
| 2014 (19회) | 스티브 매퀸        | 《노예 12년》                   | [ 21 ]        |